# Yixianosaurus

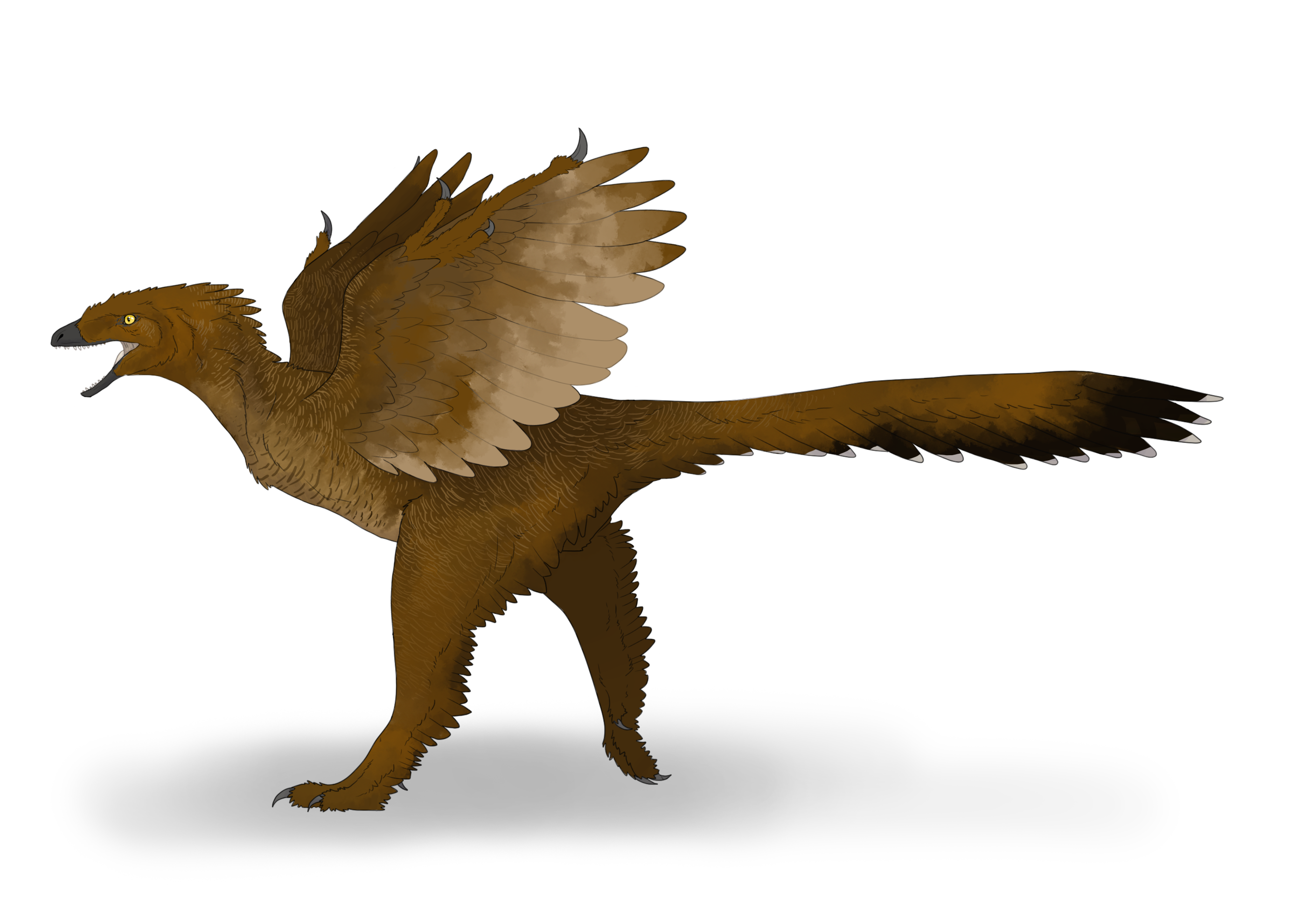
Yixianosaurus

Yixianosaurus longimanus is een vleesetende theropode dinosauriër, behorend tot de groep van de Maniraptora, die tijdens het vroege Krijt leefde in het gebied van het huidige China.

## Vondst en naamgeving
In 2001 werd door het Institute of Vertebrate Paleontology and Paleoanthropology te Beijing het fossiel in beslag genomen van een kleine theropode gevonden in Liaoning, nabij Wangjiagou. In 2003 benoemden en beschreven Xu Xing en Wang Xioalin de typesoort Yixianosaurus longimanus. De geslachtsnaam verwijst naar de Yixianformatie. De soortaanduiding betekent "met lange hand" in het Latijn.

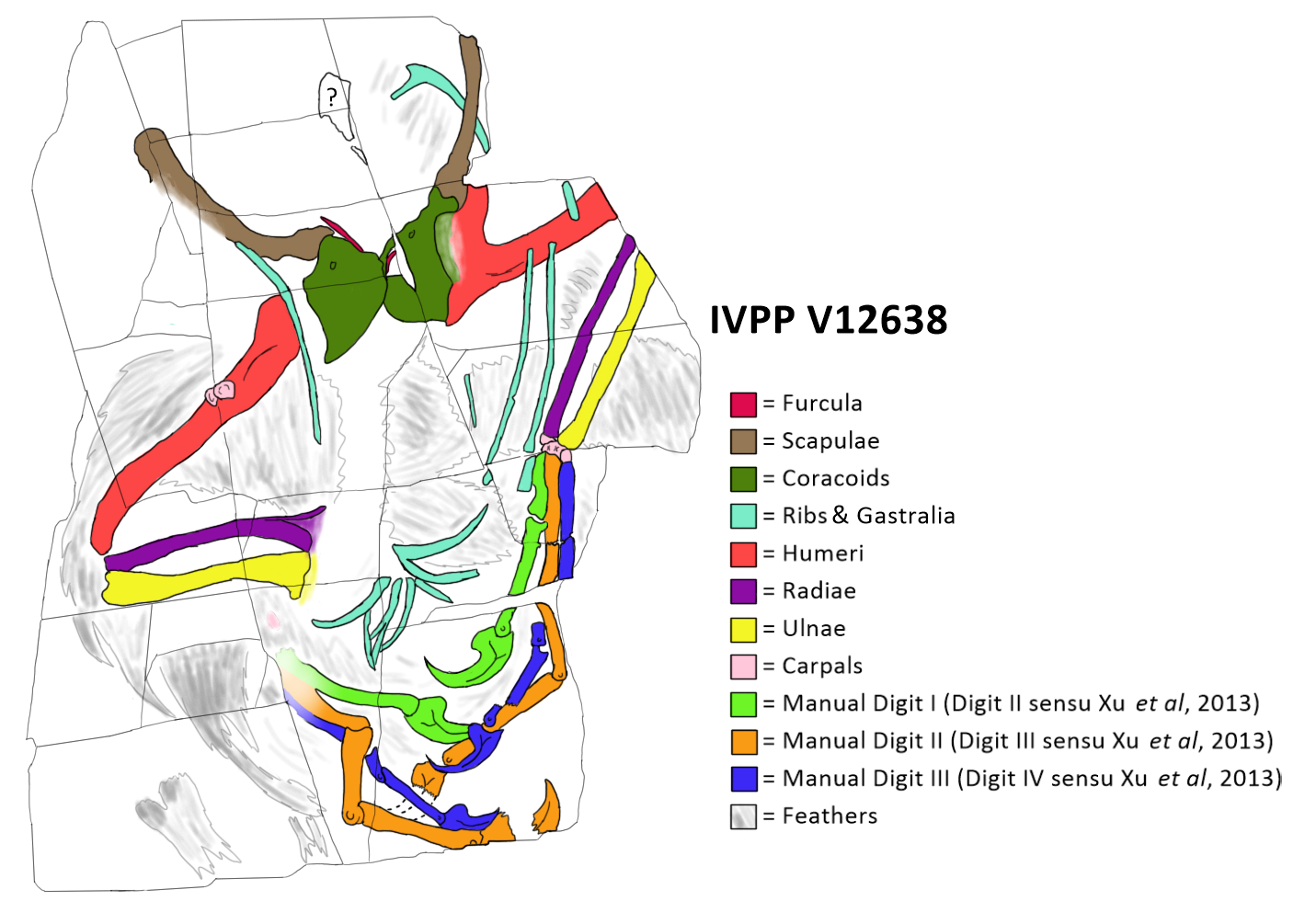
Een diagram van het holotype

Het holotype, IVPP V12638, komt uit de Jehol-groep maar de precieze herkomst is onzeker, vermoedelijk of de Lujiatunlagen of de Jianshangoulagen. De mogelijke ouderdom varieerde daarmee volgens het beschrijvende artikel van het Valanginien tot het vroege Aptien; tegenwoordig worden beide systemen als deel gezien van dezelfde Dawangzhangzilagen die dan zouden stammen uit het Aptien, ongeveer 122 miljoen jaar oud. Het bestaat uit een gedeeltelijk skelet, platgedrukt op een enkele plaat die in verschillende stukken gezaagd is. Alleen de voorkant van de romp is bewaardgebleven. De plaat toont die voorkant in achteraanzicht, niet in vooraanzicht zoals soms gedacht is, met een schoudergordel, met schouderbladen en ravenbeksbeenderen, waaruit de twee naar binnen gevouwen armen steken. Hierom wordt ook wel gesteld dat de vondst alleen uit de voorpoten bestaat; onder de armen zijn echter ook vier ribben en zeven buikribben zichtbaar. Borstbeenderen en een vorkbeen ontbreken echter. Het fossiel is wellicht van een nog niet volgroeid exemplaar. Aan de onderarmen en de onderkant van het rechteropperarmbeen zijn ook de resten van een verenkleed te zien.
In 2012 werd het fossiel in meer detail beschreven. Daarbij werd ook vastgesteld dat een vorkbeen in het fossiel aanwezig was.
In 2013 publiceerde een andere groep onderzoekers, waaronder de oorspronkelijke naamgevers, weer een nieuwe beschrijving met het doel de beschrijving uit 2012 op punten te weerleggen. Zo zou men zich in 2012 hebben laten misleiden door de wijze waarop de illegale fossielenhandelaren de stukken van de plaat hadden gelijmd die de illusie gaf dat er vier carpalia in de pols zichtbaar waren terwijl er in feite maar drie aanwezig zijn.

## Beschrijving

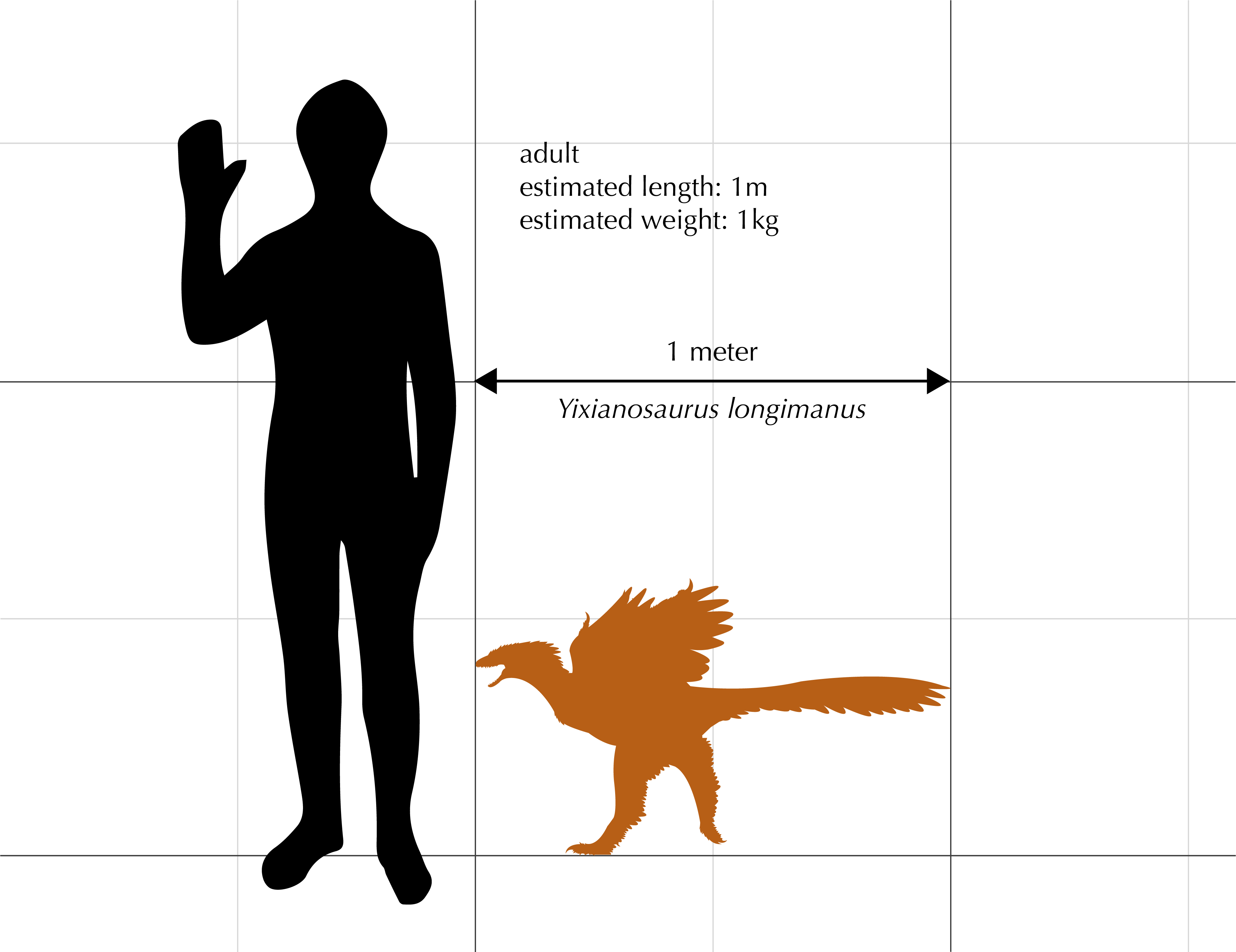
Yixianosaurus in grootte vergelekne net een mens

Yixianosaurus is een kleine roofsauriër; de lichaamslengte is in 2010 door Gregory S. Paul geschat op een meter, het gewicht op een kilo. In 2012 schatte men de lengte van het dijbeen, extrapolerend van de arm uit, op 97 tot 109 millimeter. Dat wijst op een gewicht van tussen de 1,3 en twee kilogram.
De beschrijvers wisten drie unieke afgeleide kenmerken, autapomorfieën, vast te stellen: het tweede kootje van de tweede vinger is langer dan het tweede middenhandsbeen; het derde kootje van de derde vinger is meer dan tweemaal zo lang als het eerste kootje van die vinger; de hand heeft 140% van de lengte van het opperarmbeen.
Het meest opvallende kenmerk vormt de zeer grote hand. Terwijl het opperarmbeen een lengte heeft van 89 millimeter en de ellepijp van 62/64 millimeter, is de hand zo'n tien centimeter lang, inclusief vrij grote klauwen waarvan ook de nog een derde buiten de beenkern uitstekende hoornschacht zichtbaar is. De tweede vinger is het langst. Opvallend is echter ook hoe lang het opperarmbeen is: een stuk langer dan het schouderblad of de ellepijp, anders dan bij de Paraves. Basale kenmerken zijn dat het schouderblad bovenaan sterk verbreed is, dat het ravenbeksbeen in het verlengde ligt van het schouderblad in plaats van een hoek ermee te maken, en dat het schoudergewricht schuin naar onderen gericht is in plaats van zijwaarts. Volgens de studie uit 2013 is dit laatste echter nauwelijks vaststelbaar omdat de schoudergordel van achteren bezien wordt.
In 2013 werden er dertien kenmerken gegeven die als afgeleid konden gelden en een bewijs zouden zijn dat Yixianosaurus juist wel een lid was van de Paraves. Het schouderblad is, niettegenstaande de verbreding, als geheel toch kort en slank, vijftienmaal langer dan breed. Het ravenbeksbeen vormt een rechthoek met de lange zijde in het verlengde van het schouderblad, in plaats van haaks erop. Het opperarmbeen is robuust, veel breder dan het schouderblad. De bovenste binnenhoek van het opperarmbeen is lang en steekt naar boven uit. Bij het bovenvlak van de ellepijp is het zijwaartse uitsteeksel ongeveer even groot als het voorste uitsteeksel, in plaats van een stuk kleiner. In de pols is het halvemaanvormige carpale overdwars breed en van onderarm in de richting van de middenhand gemeten dik. Het derde middenhandsbeen (het vierde in de telling die Xu aanhield) is bijna even lang als het tweede (derde in de telling van Xu) in plaats van duidelijk korter. Het eerste kootje van de eerste vinger (tweede vinger in de telling van Xu) is lang en slank, tienmaal langer dan breed. Het tweede kootje van de tweede vinger (de derde volgens Xu) is langwerpig, 40% langer dan het eerste kootje. Het derde kootje van de derde vinger (vierde volgens Xu) is lang, langer dan het eerst een tweede kootje samen. In de hand hebben de voorlaatste kootjes verticale hoge onderste gewrichtsknobbels. Bij de tweede en derde (derde en vierde) vinger steekt door de hoge opwaartse welving de punt van de handklauw niet verder uit dan het vlak van de palmzijde. De tweede (derde) handklauw heeft een grote bult aan de onderzijde van de basis, voor de pees van de buigende spier, ongeveer net zo hoog als het hele gewrichtsvlak. 
De grote hand gecombineerd met in ieder geval vrij lange veren zou kunnen wijzen op een vermogen tot glijden. Het 65 millimeter lange schouderblad lag tamelijk horizontaal zodat de arm daartoe voldoende geheven kon worden. De structuur van de veren is echter niet goed bewaard en hun precieze lengte is onbekend doordat de plaat afbreekt. Het is dus onduidelijk of een echte vleugel met slagpennen aanwezig was of de arm alleen een soort lange haren droeg. Volgens de studie van 2012 ging het niet om haren of "dinodons" maar om echte penveren die minstens tien centimeter lang waren. Een aerodynamische functie daarvan werd echter onwaarschijnlijk geacht wegend de grootte van het dier. De grote geklauwde handen kunnen ook een rol gespeeld hebben bij het vangen van de prooi of bij het klimmen in bomen. Yixianosaurus zou volgens de studie uit 2012 de meest basale vorm zijn waarbij met zekerheid penveren konden worden vastgesteld. Volgens de studie uit 2013 echter was Yixianosaurus helemaal niet zo basaal of speciaal: penveren zijn normaal voor Paraves.

## Fylogenie
De beschrijvers waren onzeker over de verwantschappen van Yixianosaurus. Ze vermoedden wegen de grote hand dat hij verwant was aan de Scansoriopterygidae maar plaatsen hem als een algemene Maniraptora incertae sedis. Latere onderzoekers wezen erop dat bij de scansoriopterygiden juist de derde vinger verlengd is, niet de tweede zoals bij de meeste theropoden. In exacte kladistische analyses viel Yixianosaurus meestal basaal uit in de Dromaeosauridae. De analyse uit 2012 echter had als een grote polytomie of "kam" als uitkomst zodat de plaats van Yixianosaurus in de Maniraptora niet bepaald kon worden. Men vermoedde een vrij basale positie. De herbeschrijving uit 2013 resulteerde echter in een meer 
afgeleide positie, basaal in de Deinonychosauria.

## Levenswijze
De studie uit 2012 besteedde speciale aandacht aan de levenswijze. De onderlinge verhoudingen van het skelet werden grondig statistisch geanalyseerd in een vergelijking met andere theropoden. De uitkomst was dat Yixianosaurus uitzonderlijk robuuste, grote en kromme handklauwen bezat met scharniergewrichten en kennelijk stevige gewrichtskapsels. De vingers waren extreem lang ten opzichte van de middenhand. Klauwen van dit type waren vooral te vinden bij gespecialiseerde vleeseters, "hypercarnivoren" zoals de Dromaeosauridae. Dat wees erop dat de grote handen een grijpende functie gehad hadden tijdens de jacht. Bij dromaeosauriden zijn de vingers echter veel slanker. Dat zou erop wijzen dat Yixianosaurus een heel eigen en afwijkende jachtmethode moet hebben gehad. Het ontbreken van de schedel, die meer inzicht zou hebben verschaft in de prooikeuze, zou het lastig maken te bepalen welke.
Yixianosaurus was echter vrij klein en zal geen heel grote prooien bejaagd kunnen hebben. Daarom werd er ook aandacht besteed aan de mogelijkheid dat de klauwen gebruikt werden om te klimmen. De uitkomst daarvan was niet eenduidig. Uit de Yixianformatie waren in 2012 voornamelijk kleine theropoden bekend. Een vergelijking werd gemaakt met Microraptor die ongeveer even lang kon worden en ook penveren bezat. De armbotten van Yixianosaurus waren echter relatief tweemaal zo dik en de klauwen waren veel groter. Dit werd niet gezien als een aanwijzing voor een extra sterke klappende vlucht maar als aanpassingen voor een grijpende functie.
In 2013 bevestigde men dat de grijpende functie goed was maar zag deze eerder als een aanpassing om in bomen te klimmen — waar de zeer scherpe klauwen op wijzen — of zelfs om planten te eten.
De zware botten zouden wijzen op een sterke belasting van het skelet. Dat kan voor de jacht geweest zijn maar was evenzeer nuttig om te klimmen of een klappende vlucht. Men kwam tot de gevolgtrekking dat er over het dieet geen eenduidige conclusies konden worden getrokken.